# Roger Wellinger
Roger P. Wellinger (* 6. Juli 1919 in Schaffhausen, heimatberechtigt in Schleuis; † 30. Oktober 2014) war ein Schweizer Elektroingenieur, Hochschullehrer und Forschungsleiter. Er war Leiter des Teams, welches die weltweit erste Quarzarmbanduhr Beta 1 entwickelte.

## Leben und Werk
Wellinger besuchte die Primarschule in Genf. Nachdem seine Eltern 1927 nach Neuenburg NE umgezogen waren, setzte er dort die Ausbildung am Collège Latin fort, um anschliessend am Gymnase scientifique cantonal de Lausanne mit der Matura 1937 abzuschliessen. Wellinger studierte daraufhin an der École polytechnique fédérale de Lausanne mit Unterbrüchen wegen seines Militärdienstes. Dieses Studium konnte er 1942 als Diplomingenieur der Elektrotechnik abschliessen. Dann setzte er an der ETH Zürich sein Studium fort. Dort arbeitete er am Institut für Hochfrequenztechnik und wurde 1947 bei Franz Tank zum Doktor der technischen Wissenschaften mit der Arbeit Le soudure stéatite-métal et son application à la construction de tubes électroniques promoviert. Er ergriff die Gelegenheit, im Rahmen eines Austauschprogramms zwischen der Schweiz und den USA 1946 eine Stelle als Associate Professor an der Universität Illinois anzutreten. Er wechselte 1951 in die Forschungslaboratorien von General Electric, wo er 1957 Manager im Power Tube Department wurde. Insgesamt hatte er 15 Jahre lang in den USA gearbeitet, bevor er 1960 in die Schweiz zurückkehrte, um 1962 die Leitung des neu gegründeten Centre Electronique Horloger (CEH) in Neuenburg zu übernehmen. Dazu hatte er in den USA vorwiegend Schweizer Expatriates als Physiker und Elektroniker gesucht, um an einem neuen mikroelektronischen Uhrwerk mitzuwirken. Zuerst wurde ein Uhrwerk mit einem verbesserten mechanischen Stimmgabelschwinger als Zeitgeber ähnlich der Accutron der amerikanischen Bulova entwickelt, welche wegen ihrer Ganggenauigkeit seit deren Markteinführung 1960 als ernsthafte Konkurrenz für die Schweizer Uhrenindustrie betrachtet wurde. Als Direktor des CEH schilderte Wellinger die Schritte, welche bei der Entwicklung einer neuen elektronischen Uhr notwendig sind. Der 1963 bei CEH eingetretene Armin Frei und sein Kollege Rolf Lochinger machten 1965 einen Vorschlag für ein elektronisches Armbanduhrkaliber mit einem Schwingquarz bei einer akustischen Frequenz und einem mehrstufigen Halbleiter-Frequenzteiler zum Antrieb eines Schrittmotors im Sekundentakt. Ihr Projekt erhielt bei CEH den Namen Beta 1. Wellinger beschloss 1965, sein Team zur Entwicklung einer derartigen Armbanduhr mit Quarzschwinger einzusetzen und das vorgängige Projekt unter dem Namen Swissonic mit einem mechanischen Stimmgabelschwinger auch wegen Patentproblemen mit Bulova Anderen zu überlassen. Schon 1967 konnte eine Kleinserie des Kalibers CEH 1020 mit Quarzschwinger hergestellt werden. Dieses Kaliber, eingebaut in rechteckige Gehäuse, erbrachte ausserordentlich gute Resultate im Chronometerwettbewerb des Jahres 1967. Es handelte sich um die erste, voll funktionsfähige Quarzarmbanduhr der Welt nach einem Konzept, welches sich später allgemein durchsetzte.
Wellinger war auch in der Fachorganisation IEEE aktiv. Er war deren Direktor der Region 8 und Ehrenpräsident der ersten europäischen Konferenz EUROCON 1971 in Lausanne.
Auf Grund interner Meinungsverschiedenheiten verliess Wellinger das CEH 1968 und gründete 1969 die Emarand SA als Schweizer Forschungslaboratorium von Gillette. Die Emarand SA wurde 1978 liquidiert. Daraufhin gründete er die Mutron SA. Auch die Gründung des Dokumentationszentrums centredoc in Neuenburg geht auf ihn zurück.